# Northfield (Ohio)
Northfield es una villa ubicada en el condado de Summit en el estado estadounidense de Ohio. En el Censo de 2010 tenía una población de 3677 habitantes y una densidad poblacional de 1.310,89 personas por km².

## Geografía
Northfield se encuentra ubicada en las coordenadas 41°20′33″N 81°31′43″O / 41.34250, -81.52861. Según la Oficina del Censo de los Estados Unidos, Northfield tiene una superficie total de 2.8 km², de la cual 2.8 km² corresponden a tierra firme y (0%) 0 km² es agua.

## Demografía
Según el censo de 2010, había 3677 personas residiendo en Northfield. La densidad de población era de 1.310,89 hab./km². De los 3677 habitantes, Northfield estaba compuesto por el 85.64% blancos, el 5.82% eran afroamericanos, el 0.24% eran amerindios, el 5.28% eran asiáticos, el 0% eran isleños del Pacífico, el 0.71% eran de otras razas y el 2.31% pertenecían a dos o más razas. Del total de la población el 1.74% eran hispanos o latinos de cualquier raza.